# БС-5 (планёр)
БC-5 (буксировочный серийный) — буксировочный учебный планёр О. К. Антонова, сконструированный в 1936 году.

## Описание
Планер пригоден для парения на местности с небольшими склонами, для полётов в облаках и в грозу, для буксировки самолётом и автомобилем, а также высшего пилотажа. Планер снабжён фонарём с боковыми открытыми окнами, что позволяет летать в любую погоду. Все модификации планеров БС выпускались большими сериями, общим числом порядка 700 штук.

## История
На последней модификации планеров этой линейки БС-5 в 1936 мастером-планеристом И. Д. Овсянниковым (кавалером высшей награды Осоавиахима — знака «За активную оборонную работу») был установлен всесоюзный рекорд высоты — 4275 метров (всего на 55 метров ниже мирового рекорда, установленного Хейни Дигмаром в Бразилии на планере рекордного типа).

## Технические характеристики
- Размах крыльев — 13,04 м
- Длина — 6,00 м
- Высота — 1,40 м
- Вес пустого планера — 122 кг
- Вес полётный — 202 кг
- Запас прочности — 11,0
- Аэродинамическое качество — 16,8
- Скорость снижения — 0,82 м/сек
- Скорость полёта — 45-150 км/час